# Gölen (Kisa socken, Östergötland)
Gölen är en sjö i Kinda kommun i Östergötland och ingår i Motala ströms huvudavrinningsområde.